# Franson Gibbons
Franson Gibbons (ur. 2 października 1976) – palauski zapaśnik walczący w oby stylach. Zajął 21. miejsce na mistrzostwach świata w 2014. Triumfator igrzysk Pacyfiku w 2007. Złoty medalista igrzysk mikronezyjskich w 2006 i 2010. Jedenastokrotnie na podium mistrzostw Oceanii w latach 2006 – 2014 roku.